# Mobilna telefonija Srbije
Mobilna telefonija Srbije (srp. Мобилна телефонија Србије) ili mt:s je telekomunikacijska podružnica Telekom Srbije koja je osnovana 9. lipnja 1997. U trenutku osnivanja, mt:s je bio drugi operator mobilne telefonije u Srbiji a s radom je započeo u kolovozu 1998.
Tvrtka nudi usluge mobilnih telekomunikacija privatnim i poslovnim korisnicima. Pored postojeće GSM mreže, tvrtka je korisnicima 2006. predstavila i UMTS mrežu (3G tehnologiju). Pokrivenost teritorija Srbije s GSM signalom iznosi 88,2% dok su usluge roaminga omogućene u 146 zemalja diljem svijeta.

## Vanjske poveznice
- Službena web stranica operatera  Arhivirana inačica izvorne stranice od 15. kolovoza 2009. (Wayback Machine)